# Danilo Riethmüller
Danilo Riethmüller (* 13. listopadu 1999 Blankenburg) je německý biatlonista.
Biatlonu se věnuje od roku 2011. Ve světovém poháru debutoval v lednu 2024 v Anterselvě, kde ve zkrácené vytrvalostním závodě dojel na sedmém místě.
Ve světovém poháru nezvítězil ve své dosavadní kariéře v žádném individuálním ani kolektivním závodě. Jeho nejlepším umístěním je druhé místo ze závodu s hromadným startem z Annecy z prosince 2024.
Na nižším IBU Cupu vyhrál jeden závod, a to během sezony 2023/2024.

## Výsledky

### Olympijské hry a mistrovství světa
| Sezóna  | Akce | Místo       | SP  | SZ  | HZ | IZ  | ŠT | SŠT | SZD | Věk    |
| ------- | ---- | ----------- | --- | --- | -- | --- | -- | --- | --- | ------ |
| 2024/25 | MS   | Lenzerheide | 40. | 50. | –  | 22. | 3. | –   | –   | 25 let |

### Mistrovství Evropy
| Sezóna  | A  | Místo   | SP  | SZ  | IZ  | SŠT | SZD | Věk    |
| ------- | -- | ------- | --- | --- | --- | --- | --- | ------ |
| 2018/19 | ME | Raubiči | 35. | 32. | 21. | –   | –   | 19 let |
| 2019/20 | ME | Raubiči | 39. | 49. | ×   | –   | –   | 20 let |
| 2020/21 | ME | Dušníky | 12. | 48. | 22. | –   | –   | 21 let |